# Leptochilichthys agassizii
Leptochilichthys agassizii är en fiskart som beskrevs av Garman, 1899. Leptochilichthys agassizii ingår i släktet Leptochilichthys och familjen Leptochilichthyidae. Inga underarter finns listade i Catalogue of Life.